# Hambak-san
Hambak-san är ett berg i Sydkorea.   Det ligger i provinsen Gyeonggi, i den centrala delen av landet, 40 km söder om huvudstaden Seoul. Toppen på Hambak-san är 349 meter över havet, eller 129 meter över den omgivande terrängen. Bredden vid basen är 2,5 km.
Terrängen runt Hambak-san är huvudsakligen kuperad, men söderut är den platt. Runt Hambak-san är det mycket tätbefolkat, med 1 095 invånare per kvadratkilometer. Närmaste större samhälle är Suwon-si, 18,1 km nordväst om Hambak-san. I omgivningarna runt Hambak-san växer i huvudsak blandskog.